# Moorsholm
Moorsholm – wieś w Anglii, w hrabstwie ceremonialnym North Yorkshire, w dystrykcie (unitary authority) Redcar and Cleveland. Leży 64 km na północ od miasta York i 339 km na północ od Londynu.